# Launa
La launa es una arcilla magnésica de estructura pizarrosa y color gris azulado, que resulta de la descomposición de las pizarras arcillosas, y que por sus magníficas propiedades impermeables y aislantes es utilizada para cubrir hornos y tejados (que reciben la denominación de 'terraos') en la comarca de la Alpujarra Granadina (Granada), la Alpujarra Almeriense (Almería) y en la del Campo de Cartagena (Murcia), donde recibe la denominación de láguena.
También fue usada como protección de los techos construidos con palos y cañas en la zona del Marquesado del Zenete (comarca de Guadix) en pueblos como La Calahorra, hasta que en los años setenta del pasado siglo fue sustituida por placas de uralita.
Cuando están húmedas son impermeables y sumamente resbaladizas por lo que deslizan las diferentes capas con gran facilidad, originando graves daños por la erosión del terreno. Hacia el año 1920 el pueblo de Lanjarón estuvo a punto de desaparecer arrastrado por un deslizamiento de las launas sobre las que se asienta.
Otras opiniones consideran que se trata de pizarra en formación ya que ocasionalmente, y a lo sumo, se presenta acompañada de láminas pizarrosas (a modo de escamas) muy pequeñas y finas.
En este sentido, en "El paisaje en general y características del paisaje hispano", de D. Eduardo Hernández-Pacheco, discurso dado el 28 de noviembre de 1934, se dice en la página 15, párrafo segundo: "(...). La "launa" y demás detritos lapídeos que cubren las laderas de las montañas del seco clima de Almería, es lo característico de tales comarcas pizarrosas y terrosas, engendradoras de paisajes desolados". http://www.rac.es/ficheros/Discursos/DI_20080825_005.pdf
- Datos: Q5971566